# Michel Crépeau
Michel Édouard Jean Crépeau (ur. 30 października 1930 w Fontenay-le-Comte, zm. 30 marca 1999 w Paryżu) – francuski polityk, prawnik i samorządowiec, parlamentarzysta, od 1981 do 1986 minister w różnych resortach, lider środowiska radykałów, kandydat w wyborach prezydenckich.

## Życiorys
Z wykształcenia prawnik, ukończył studia na Uniwersytecie w Bordeaux. Był przewodniczącym organizacji studenckiej Association générale des étudiants de Bordeaux. W 1955 podjął praktykę w zawodzie adwokata w La Rochelle, zajmował się także działalnością publicystyczną. Od połowy lat 50. związany ze środowiskiem politycznym radykałów, do których dołączył pod wpływem Jacques’a Chaban-Delmasa. W 1967 został radnym departamentu Charente-Maritime, od 1971 do czasu swojej śmierci w 1999 był merem La Rochelle. W 1973, 1978, 1981, 1986 i 1988 uzyskiwał mandat posła do Zgromadzenia Narodowego V, VI, VII, VIII i IX kadencji.
W latach 1978–1981 stał na czele Ruchu Radykałów Lewicy. W 1981 jako kandydat radykałów wystartował w wyborach prezydenckich, otrzymując w pierwszej turze głosowania 2,2% głosów. Przed drugą turą wsparł François Mitterranda. Po jego zwycięstwie wchodził w skład kolejnych lewicowych rządów, którymi kierowali Pierre Mauroy i Laurent Fabius. Od maja 1981 do marca 1983 był ministrem środowiska, następnie do lipca 1984 pełnił funkcję ministra handlu i rzemiosła. Później do lutego 1986 odpowiadał za te same działy, a dodatkowo za turystykę. Od lutego do marca 1986 sprawował urząd ministra sprawiedliwości.
W 1993 nie uzyskał poselskiej reelekcji. Mandat deputowanego zdobył ponownie w 1997. W trakcie XI kadencji do czasu swojej śmierci kierował wspierającą rząd Lionela Jospina frakcją Groupe radical, citoyen et vert.